# Stanislav Jungwirth
Stanislav Jungwirth   (Prachatice, 15 d'agost de 1930 - Praga, 11 d'abril de 1986) va ser un atleta txecoslovac, especialista en curses de mig fons, que va competir durant la dècada de 1950. Era germà del també atleta Tomáš Jungwirth.
El 1952 va prendre part en els Jocs Olímpics de Hèlsinki, on quedà eliminat en semifinals en la cursa dels 1.500 metres del programa d'atletisme. Quatre anys més tard, als Jocs de Melbourne, fou sisè en els mateixa cursa.
En el seu palmarès destaca una medalla de bronze en els 1.500 metres del Campionat d'Europa d'atletisme de 1954, rere Roger Bannister i Gunnar Nielsen. Guanyà dues medalles d'or i una de bronze al Festival Mundial de la Joventut i els Estudiants. i deu campionats nacionals, tres dels 800 metres, el 1952, 1955 i 1957; quatre dels 1.500 metres, el 1952, 1953, 1954 i 1958; i tres dels 4x400 metres, el 1954, 1957 i 1958. Va millorar en nombroses ocasions els rècords nacionals dels 800 i 1.500 metres.
A finals d'octubre de 1952 va establir un nou rècord del món dels 1.000 metres, amb un temps de 2'21.2", que millorava per una dècima el temps d'Ole Åberg. Aquest registre fou vigent durant deu mesos, quan fou millorat per l'estatunidenc Mal Whitfield. El juliol 1957 va establir un nou rècord del món en els 1.500 metres amb un temps de 3'38.1", millorant el rècord establert el dia anterior per Olavi Salsola i Olavi Salonen.

## Millors marques
- 800 metres. 1'47.5" (1957)
- 1.000 metres. 2'19.1" (1956)
- 1.500 metres. 3'38.1" (1957)
- milla. 3' 59.1" (1957)[7][8]